# 吴慧丽
吴慧丽（오혜리，韓語發音：[o.ɦje̞.ɾi]，1988年4月30日—）是一名韩国跆拳道运动员。

## 运动生涯
在2011年，她在世界锦标赛上获得银牌，然后在2015年，她成为中量级世界冠军。
她代表韩国参加2016年夏季奥林匹克运动会，并在女子67公斤级项目上获得她的第一枚奥运会金牌。成为第三位在女子67公斤级上获得奥运金牌的韩国人。